# أحمد الأسترآبادي الحائري
السيد أحمد الأسترآبادي الحائري (1250 هـ - 1320 هـ). هو رجل دين وخطيب شيعي إيراني احتمل الكرباسي كون ولادته ونشأته في أسترآباد المعروفة اليوم بگرگان، ومنها هاجر إلى كربلاء وتخصَّص في مجال الخطابة الحسينيَّة. وهو معروف بتأليفه كتاب البركات الأحمدية الذي جمع فيه الفتاوى حول كتاب يا علي مدد لعابد حسين السهارنپوري الذي تعرَّض للرد والانتقاد من بعض معاصري السهارنپوري، حيث قام حسن الكمالپوري باستفتاء العلماء والمرجعيات الشيعيَّة حول ذلك الكتاب، وجاء الأسترآبادي الحائري وجمع أجوبتهم في هذا الكتاب.